# Alexandru Melenciuc
Alexandru Melenciuc (n. 20 martie 1979, Bender) este un fotbalist internațional moldovean care joacă pe postul de portar la clubul uzbec Navbahor Namangan.
În perioada 2002–2004 Alexandru Melenciuc a jucat 5 meciuri pentru echipa națională de fotbal a Moldovei.

## Palmares

### Club
Sheriff Tiraspol
- Divizia Națională (3): 2007–08, 2008–09, 2009–10
- Cupa Moldovei (3): 2008, 2009, 2010
- Supercupa Moldovei (1): 2007